# 杜燕歌
杜燕歌（英語：Yen To Yin Gor，1957年3月16日—），曾用「杜燕子」和「杜燕窩」等藝名，香港男性国语配音员及演员，曾是邵氏兄弟藝員，現為無綫電視基本藝人合約藝員。

## 簡歷
杜燕歌生於北京，為家中長子，出生三個月起已經寄宿在熊希齡為戰後或災後孤兒、父母均供職國家的孩童而設立的香山慈幼院，直至小學畢業。他略懂京劇，18歲時移居香港，參加過不同的公開歌唱比賽，曾在太古船廠、製衣廠（熨衣服及搬貨）、五金廠工作；1975年選擇考入邵氏兄弟第5期演員訓練班，除了演出邵氏兄弟的黃梅調電影，亦以一口標準流利的普通話在邵氏的餐廳中，得到當年配音領班賞識，成為了一名配音員兼演員。1980年代初，他隨前妻赴澳洲定居而一度放棄演藝事業，專心發展飲食生意；1981年便參加由華星唱片所舉辦的《華星歌唱比賽》（為第一屆新秀歌唱大賽前一屆，又名『A屆』），且奪得男子組第一名，簽約為旗下藝人。惟一年後公司尚未落實完整的培訓計劃，故一時氣盛主動提出解約。
由於杜燕歌隻身到埗香港初期不諳廣東話，加上國語歌已非1970年代後期至1980年代香港歌壇主流，而又獲無綫電視高層羅致，所以1980年代就加入旗下國語配音組，擔任國語配音組組長。之後，他曾移居澳洲和開設食肆「北京樓」，弘揚北京菜文化；直至1990年代初才回流香港發展，並再受到無綫電視高層邀請，回歸國語配音組工作至今。另外，當時香港影視劇大多外銷到內地、台灣或海外，需要人手配上普通話旁白。他是無綫電視一線小生的指定國語配音員，曾為羅嘉良、古天樂、林保怡和陳豪等配音，亦曾為電影紅星如梁朝偉、鄭伊健，分別配演「警察633」（《重慶森林》）及「陳浩南」（《古惑仔電影系列》）。因該電影讓梁氏奪得香港電影金像獎與台灣金馬獎「最佳男主角」殊榮，所以帶挈他獲得「話筒前的影帝」的稱號。
杜燕歌基於不分晝夜長期在錄音室配音，引致身體出現很多毛病，康復後覺得豐富的配音經驗對拍劇很有用，故此2010年代開始減少相關工作，主力向幕前發展；2011年獲監製劉家豪邀請參與該台劇集《護花危情》，因飾演黑幫老大「熊飛」一角而開始漸為人知。隨後他也演出更多戲份較重的角色如《金枝慾孽貳》「章鞠笙」、《師父·明白了》「桓天生」及《大藥坊》「杜蔘」等，但大多遭逢不幸，與岳華相似。2019年4月，他受湖南衛視邀請，與王祖藍合作演出競技類綜藝節目《聲臨其境》，2020年5月則認為全世界都有國安法，只有香港沒有是很不公平，所以聯署支持全國人民代表大會落實港版國安法。

## 家庭
杜燕歌父親為香港人，而母親則是滿族正黃旗瓜爾佳氏後人（國共內戰時已非大戶人家），均為中央民族歌舞團成員。皆因父母都是民族歌者和懂聲樂，故把他命名「燕歌」。而他與韓馬利的邂逅始於從澳洲回香港度假，參加香港藝人之家活動時與經友人介紹下互相認識。兩人於1989年在坎培拉結婚後定居當地，還協議終生不生育（韓馬利曾於一次佈置新家時意外流產），但後來收認許紹雄女兒許惠菁為乾女兒；至1990年代初因為妻子仍然有戲癮，於是決定結束當時在澳洲經營的食肆生意，並回流香港生活。

## 演出作品

### 電視劇
| 劇名                     | 角色             |
| 台灣華視                 | 台灣華視         |
| 1985年                   | 1985年           |
| ------------------------ | ---------------- |
| 紅粉佳人                 | 龐燕山           |
| 無綫電視                 |                  |
| 1999年                   |                  |
| 創世紀                   | 黑幫老大         |
| 2012年                   |                  |
| 護花危情                 | 熊飛             |
| 2013年                   |                  |
| 金枝慾孽貳               | 章鞠笙（章爺）   |
| 師父·明白了              | 桓天生           |
| 衝上雲霄II               | 李機長           |
| 法外風雲                 | 羅波             |
| 貓屎媽媽                 | 邊冊             |
| 2014年                   |                  |
| 愛我請留言               | 茹諾言           |
| 廉政行動2014             | 馬榮             |
| 大藥坊                   | 杜蔘             |
| 2015年                   |                  |
| 潮拜武當                 | 喬之初           |
| 梟雄                     | 東條原二         |
| 2017年                   |                  |
| 同盟                     | 雷爺             |
| 溏心風暴3                | 高兆宗           |
| 2018年                   |                  |
| 天命                     | 章佳·阿桂        |
| 宮心計2深宮計            | 真嚴大師         |
| 兄弟                     | 應金培           |
| 救妻同學會               | 鄧欣             |
| 2019年                   |                  |
| 愛·回家之開心速遞        | 崔魯公           |
| 荷里活有個大老千               | 李導演           |
| 十二傳說                 | 傅通明           |
| 包青天再起風雲           | 趙元儼（八王爺） |
| 她她她的少女時代         | Ranno            |
| 解決師                   | 彭天（天爺）     |
| 2020年                   |                  |
| 十八年後的終極告白       | 雷亞雄           |
| 使徒行者3                | 花豹             |
| 大步走（myTV Gold 首播） | 錢文             |
| 2021年                   |                  |
| 陀槍師姐2021             | 良               |
| 逆天奇案                 | 霸氣             |
| 一笑渡凡間               | 武雄             |
| 欺詐劇團                 | 陳燕南（南叔）   |
| 七公主                   | 程霄             |
| 我家無難事               | 范生             |
| 星空下的仁醫             | 梁鼎君（Wilson） |
| 2022年                   |                  |
| 青春不要臉               | 財哥             |
| 廉政行動2022             | 德哥             |
| 回歸                     | 黃生             |
| 白色強人II               | 郭昭（郭總）     |
| 痞子殿下                 | 紀炯             |
| 凶宅清潔師（J2首播）     | 昌哥             |
| 美麗戰場                 | 鍾勝（勝哥）     |
| 法證先鋒V                | 佐藤達也         |
| 輕·功                    | 練青天           |
| 2023年                   |                  |
| 新四十二章               | 古道仁           |
| 隱形戰隊                 | 周昌盛           |
| 法言人                   | 盧律師           |
| 隱門                     | 胡福文           |
| 你好，我的大夫           | 段戰華           |
| 羅密歐與祝英台           | 嚴彬 (嚴局長)    |
| 2024年                   |                  |
| 再見·枕邊人              | 朱賢達           |
| 巾幗梟雄之懸崖           | 柴民意           |
| 逆天奇案2                | 霸氣             |
| 2025年                   |                  |
| 痞子無間道               | 龍世一           |
| 邵氏兄弟                 |                  |
| 2022年                   |                  |
| 飛虎之壯志英雄           | 張志發           |

### 電影配音
| 首映   | 電影名            | 角色               |
| 1990年 | 血洗洪花亭        | 飛哥（程東）       |
| 1995年 | 給爸爸的信        | 鞏偉（李連杰）     |
| 1995年 | 鼠膽龍威          | 醫生（王霄）       |
| 1996年 | 古惑仔2之猛龍過江 | 高捷（陳豪）       |
| 2023年 | 元素大都會        | 柏尼（港譯：火爆） |

### 電影
| 首映   | 電影名     | 角色 |
| 1977年 | 姦魔       |      |
| 1979年 | 八萬罪人   |      |
| 1995年 | 人約砵蘭街 |      |
| 1997年 | 基佬40     | 小雷 |
| 2016年 | 樹大招風   | 連長 |
| 2020年 | 手捲煙     | 菜甫 |